# Superliga de Moldavia 2023-24
La Superliga de Moldavia 2023-24 fue la 33.ª edición de la Superliga de Moldavia. La temporada comenzó el 5 de agosto de 2023 y terminó el 18 de mayo de 2024.

## Equipos participantes

### Información
| Equipo            | Ciudad   | Estadio                  | Capacidad |
| ----------------- | -------- | ------------------------ | --------- |
| Bălți             | Bălți    | Stadionul Orășenesc      | 5200      |
| Dacia Buiucani    | Chisináu | Estadio Zimbru           | 10104     |
| Florești          | Bender   | Estadio Dinamo           | 4981      |
| Spartanii Sportul | Selemet  | Estadio Suruceni         | 350       |
| Milsami Orhei     | Orhei    | Complejo Deportivo Orhei | 3000      |
| Petrocub Hîncești | Hîncești | Estadio Municipal        | 1100      |
| Sheriff Tiraspol  | Tiráspol | Estadio Sheriff          | 12 798    |
| Zimbru Chișinău   | Chisináu | Estadio Zimbru           | 10 104    |

### Ascensos y descensos
| Pos. | Ascendidos de Liga 1 2022-23 |
| ---- | ---------------------------- |
| 4 5  | Florești Spartanii Sportul   |

| Pos. | Descendidos de Superliga 2022-23 |
| ---- | -------------------------------- |
| 4    | Sfîntul Gheorghe                 |

## Temporada regular

### Clasificación
| Pos. | Equipo            | Pts. | PJ | G  | E | P  | GF | GC | Dif. | Clasificación 2022-23            |
| ---- | ----------------- | ---- | -- | -- | - | -- | -- | -- | ---- | -------------------------------- |
| 1    | Sheriff Tiraspol  | 34   | 14 | 11 | 1 | 2  | 35 | 7  | +28  | Grupo Campeonato                 |
| 2    | Petrocub Hîncești | 28   | 14 | 8  | 4 | 2  | 29 | 7  | +22  | Grupo Campeonato                 |
| 3    | Milsami Orhei     | 28   | 14 | 9  | 1 | 4  | 20 | 14 | +6   | Grupo Campeonato                 |
| 4    | Zimbru Chișinău   | 25   | 14 | 8  | 1 | 5  | 17 | 11 | +6   | Grupo Campeonato                 |
| 5    | Bălți             | 22   | 14 | 7  | 1 | 6  | 26 | 22 | +4   | Grupo Campeonato                 |
| 6    | Dacia Buiucani    | 12   | 14 | 3  | 3 | 8  | 14 | 32 | −18  | Grupo Campeonato                 |
| 7    | Florești          | 10   | 14 | 3  | 1 | 10 | 18 | 33 | −15  | Fase II de la Liga 1 de Moldavia |
| 8    | Spartanii Sportul | 2    | 14 | 0  | 2 | 12 | 9  | 42 | −33  | Fase II de la Liga 1 de Moldavia |

Actualizado a los partidos jugados el 3 de diciembre de 2023.
 Fuente: FMF

## Grupo Campeonato
| Pos. | Equipo                | Pts. | PJ | G | E | P | GF | GC | Dif. | Clasificación 2024-25                       |
| ---- | --------------------- | ---- | -- | - | - | - | -- | -- | ---- | ------------------------------------------- |
| 1    | Petrocub Hîncești (C) | 24   | 10 | 7 | 3 | 0 | 30 | 5  | +25  | Primera ronda de la Liga de Campeones       |
| 2    | Sheriff Tiraspol      | 18   | 10 | 5 | 3 | 2 | 16 | 9  | +7   | Primera ronda de la Liga Europa             |
| 3    | Zimbru Chișinău       | 17   | 10 | 5 | 2 | 3 | 16 | 12 | +4   | Segunda ronda de la Liga Europa Conferencia |
| 4    | Milsami Orhei         | 10   | 10 | 2 | 4 | 4 | 11 | 12 | −1   | Primera ronda de la Liga Europa Conferencia |
| 5    | Bălți                 | 8    | 10 | 2 | 2 | 6 | 7  | 22 | −15  |                                             |
| 6    | Dacia Buiucani        | 4    | 10 | 0 | 4 | 6 | 6  | 26 | −20  |                                             |

Actualizado a los partidos jugados el 18 de mayo de 2024.
 Fuente: FMF

## Goleadores
- Actualizado el 18 de mayo de 2024[1][2]

| Pos. | Jugador              | Club     | Goles |
| ---- | -------------------- | -------- | ----- |
| 1    | Radu Gînsari         | Milsami  | 12    |
| 2    | Vladimir Ambros      | Petrocub | 10    |
| 2    | Mihai Plătică        | Petrocub | 10    |
| 4    | Amine Talal          | Sheriff  | 8     |
| 5    | Nicolai Solodovnicov | Florești | 7     |
| 5    | Henrique Luvannor    | Sheriff  | 7     |
| 5    | João Paulino         | Zimbru   | 7     |
| 8    | André Silva          | Bălți    | 6     |
| 8    | Emmanuel Alaribe     | Zimbru   | 6     |